# Tennistoernooi van Brisbane 2014
|                                          |  |                                       |
| Serena Williams, winnares bij de vrouwen |  | Lleyton Hewitt, winnaar bij de mannen |

Het tennistoernooi van Brisbane van 2014 werd van 29 december 2013 tot en met 5 januari 2014 gespeeld op de hardcourt-buitenbanen van het Queensland Tennis Centre in de Australische stad Brisbane. De officiële naam van het toernooi was Brisbane International.
Het toernooi bestond uit twee delen:
- WTA-toernooi van Brisbane 2014, het toernooi voor de vrouwen
- ATP-toernooi van Brisbane 2014, het toernooi voor de mannen

ATP-toernooi van Brisbane – WTA-toernooi van Brisbane

2009 · 2010 · 2011 · 2012 · 2013 · 2014 · 2015 · 2016 · 2017 · 2018 · 2019 · 2020 · 2021–2023 · 2024 · 2025